# Франческо Фео
Франческо Фео (нар. 1691 — пом. 28 січня 1761) — італійський композитор, відомий в основному своїми операми . Він народився і помер у Неаполі, де відбулися прем'єри більшості його опер.

## Біографія
Фео вивчав музику в консерваторії Санта-Марія-де-Лорето в Неаполі, починаючи з 3 вересня 1704 року. Серед інших композиторів, з якими він познайомився, були Леонардо Лео, Джузеппе де Мажо (який пізніше одружився зі своєю племінницею) і Нікколо Йоммеллі . Його першим учителем був Андреа Бассо, а після 1705 року Нікола Фаго, який тільки що був призначений. Фео залишався у консерваторії приблизно до 1712 року.
У 1713 році він представив свою першу оперу L'amor tirannico, ossia Zenobia ( Тираначна любов, або Зенобія ), а для карнавалу 1714 року ораторію Il martirio di Santa Caterina (Мучеництво святої Катерини Єгипетської). Його слава почала зростати завдяки сакральним творам для місцевих церков, таким як його Missa defunctorum ( Заупокійна меса ) у 1718 році, а також завдяки його речитативам, аріям і комічним сценам для виконання опер інших композиторів, коли вони ставилися в Неаполі. У 1719 році Фео написав La forza della virtù ( Сила чесноти ), а потім свою оперу серіа Teuzzone в 1720 році. Справжню популярність принесла лише його опера серіа Siface, re di Numidia ( Сіфакс, король Нумідії ) для театру Сан-Бартоломео в 1723 році. Лібрето було першою спробою dramma per musica 25-річного П’єтро Метастазіо, який щойно прибув до Неаполя.
Зі зростанням популярності Фео був призначений викладачем у консерваторію Сант-Онофріо-а-Капуано, де він працював разом з Габріеле Прота та замінив Нікола Грілло . У наступні шістнадцять років він став відомим як один із найважливіших вчителів у Неаполі. Серед його учнів у Сант-Онофріо були Ніколо Джоммеллі, Нікола Сабатіно, Маттео Капраніка та Дженнаро Манна . У 1739 році він залишив Сант-Онофріо, щоб викладати в Conservatorio dei Poveri di Gesù Cristo замість Франческо Дуранте, який щойно пішов у відставку. Фео залишався там до 1743 року, йому допомагали Альфонсо Каджі, а пізніше Джироламо Абос . Під час перебування там він викладав Джакомо Інсангвіні та Жан Франческо де Маджо .
Фео написав більшість своїх ораторій між 1723 і 1743 роками, як і значну частину своїх кантат і багато іншої духовної музики. Його найвідомішою ораторією була «San Francesco Salesio, Apostolo del Chablais» ( Святий Франциск Салеський, апостол із Шабле, 1734), яку протягом наступних двадцяти років чи близько того виконували багато разів по всій Італії. Для Риму і Туріна він написав ще шість оперних серіа і кілька інтермеццо . Подібно до того, як його друг Джованні Баттіста Перголезі отримав замовлення у 1734-35 роках від Кавальєрі делла Вергіне деі Долорі написати нову Стабат Матер на заміну нині немодній, написаній Алессандро Скарлатті, так і Фео було доручено замінити «Страсті по Іоанну» Скарлатті . У 1738 році Фео написав серенат «Оресте і Полініка» для Мадрида, а для отців Святого Хреста в Празі він написав ораторію «La distruzione dell'esercito dei Cananei con la morte di Sisara» ( Знищення ханаанської армії та смерть Сісари, 1739). Його остання опера, Arsace, була виконана в Турині на повторному відкритті Театру Регіо в 1740 році. Його остання ораторія «Ruth» була виконана в Римі в 1743 році.
У 1743 році Poveri di Gesù Cristo було скасовано та перетворено на семінарію. Фео залишив викладацьку роботу, але продовжував складати духовну музику для неаполітанських церков, у тому числі Сантіссіма Аннунціата Маджоре, де він став капельмейстером в 1726 році. Його остання композиція з автографом — Quoniam tu solus sanctus ( Бо тільки ти святий ), 1760, для тенора та струнних.

## Роботи
Опери:
- L'amor tirannico, ossia Zenobia (1713)
- Lucio Papirio (1717)
- La forza della virtù (1719)
- Teuzzone (1720)
- Siface, re di Numidia (1723)
- Morano e Rosina (1723)
- Don Chisciotte della Mancia (1726)
- Coriando lo speciale (1726)
- Ipermestra (1728)
- Arianna (1728)
- Tamese (1729)
- Il vedovo (1729)
- Andromaca (1730)
- L'Issipile (1733)
- Oreste(1738)
- Polinice(1738)
- Arsace (1740)

Ораторії:
- San Francesco di Sales (1734)

Сакральні роботи:
- Passio secundum Joannem (Страсті по Іоанну) . [5]
- Месса. Confitebor a 5. [6]

## Зовнішні посилання
- Free scores by Francesco Feo at the International Music Score Library Project (IMSLP)